# Fabiana Anastácio
Fabiana Anastácio (Santo André, 23 febbraio 1975 – San Paolo, 4 giugno 2020) è stata una cantante brasiliana.
Seguace del Pentecostalismo, incise brani di successo, tutti nel segno della musica cristiana contemporanea.

## Biografia
Musicalmente influenzata da cantanti come Shirley Carvalhaes e Ozéias de Paula, registrò nel 2012 un video divenuto virale grazie alla sua interpretazione di Fiel a mim, brano portato al successo da Eyshila. Ciò le permise lo stesso anno di realizzare il suo primo album.
Pubblicò in tutto quattro dischi, l'ultimo dei quali pochi mesi prima della scomparsa. Ebbe grande successo in patria con i brani O grande eu sou, Deixa comigo, Sou eu e Adorarei.
Fabiana Anastácio morì a soli 45 anni nel giugno 2020, vittima delle complicazioni da COVID-19, lasciando tre figli e il marito, il pastore pentecostale Rubens Souza Nascimento (anch'egli rimasto contagiato) col quale era sposata dal 1998. L'uomo passò a nuove nozze dopo appena 8 mesi, suscitando per questo molte critiche.

## Discografia
- 2012 – Adorador 1
- 2015 – Adorador 2 - Além da canção
- 2017 – Adorador 3 - Além das circunstâncias
- 2020 – Deus é contigo